# Innerwick Church

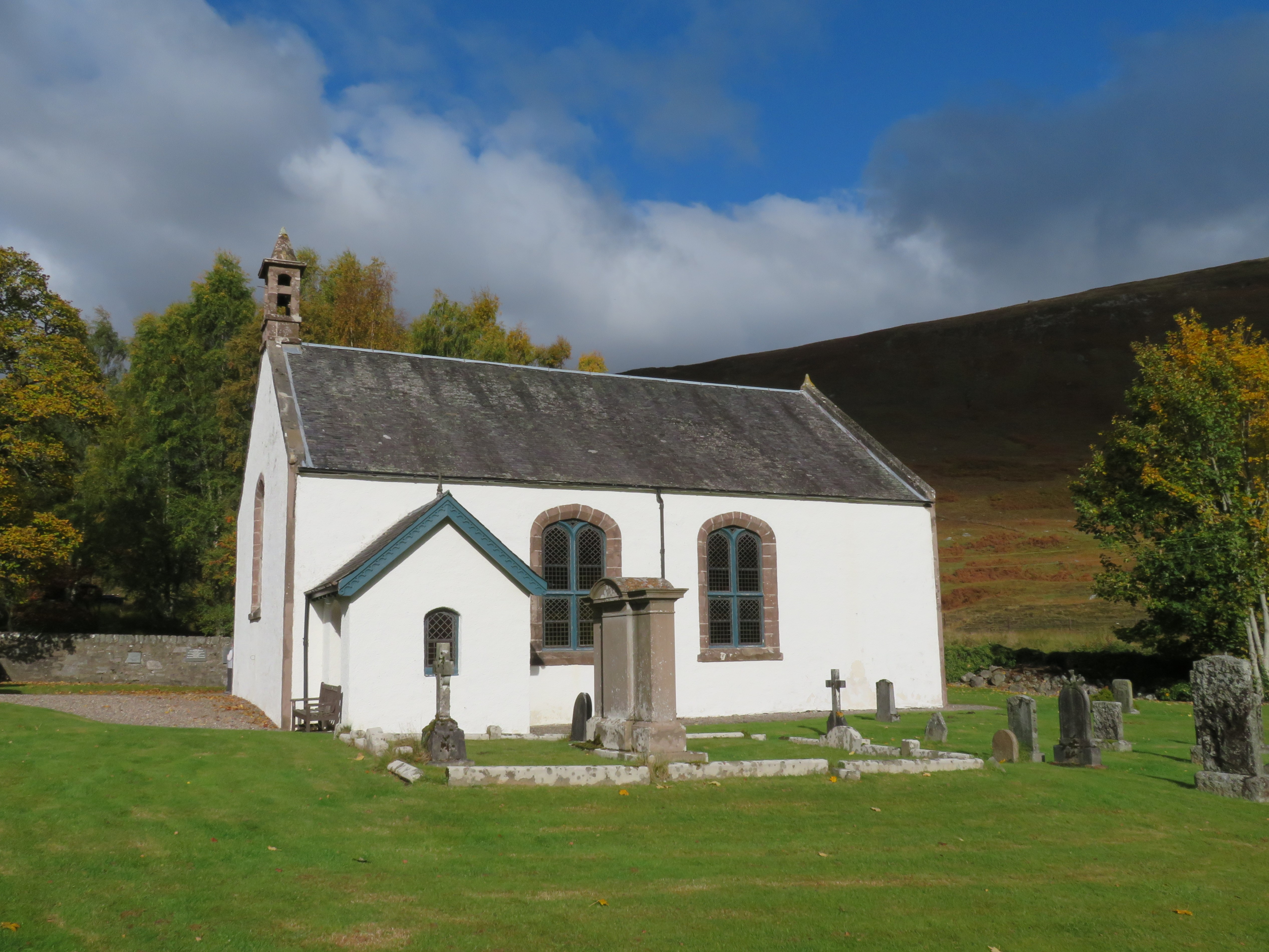
Blick auf die Kirche

Die Innerwick Church ist eine Kirche der Church of Scotland. Sie steht nördlich des Ortes Innerwick am Nordrand des Tales Glen Lyon. Das Gebäude wurde 1828 nach einem Entwurf von Thomas Telford errichtet, später durch einen geschützten Eingangsbereich erweitert. Die Innenausstattung stammt im Wesentlichen aus den 1960er Jahren. Hier ist in einer Nische eine Kirchenglocke zu sehen, die in Verbindung mit St. Adamnan steht.
Die Kirche ist seit 1981 als Listed Building der Kategorie B ausgewiesen und steht somit unter Denkmalschutz.